# Giải bóng đá trong nhà cúp quốc gia 2020
Giải bóng đá trong nhà cúp quốc gia 2020 (tên gọi chính thức là Giải Futsal HDBank Cúp Quốc gia 2020) là giải futsal do VFF và VOV phối hợp tổ chức lần thứ tư liên tiếp, đây cũng là mùa giải thứ sáu của Giải bóng đá trong nhà cúp quốc gia được tổ chức.

## Các đội tham gia
Giải Futsal HDBank Cúp quốc gia 2020 có 10 đội bóng tham dự: Thái Sơn Nam, Sanvinest Sanna Khánh Hòa, Sanvinest Sanatech Khánh Hòa, Kadiachain Sài Gòn, Sahako, Cao Bằng, Quảng Nam, Tân Hiệp Hưng, Thái Sơn Bắc và chủ nhà Hưng Gia Khang Đắk Lắk.

## Thể thức thi đấu
- Giai đoạn I (Vòng loại):

Ở vòng loại, có 4 đội bóng Futsal thi đấu vòng tròn 1 lượt tính điểm. Đội xếp thứ Nhất và thứ Nhì sẽ tham dự Vòng chung kết. Các đội tham dự vòng loại là Sanvinest Sanna Khánh Hòa, Cao Bằng, Quảng Nam và Tân Hiệp Hưng.
- Giai đoạn II (Vòng chung kết):

Gồm 08 đội, trong đó có 05 đội có thứ hạng cao nhất tại giải Futsal Vô địch Quốc gia HDBank 2020: Thái Sơn Nam, Sanvinest Sanatech Khánh Hòa, Kadiachain Sài Gòn, Sahako, Thái Sơn Bắc; 02 đội vượt qua Vòng loại và đội chủ nhà Hưng Gia Khang Đắk Lắk. Các đội bốc thăm phân cặp thi đấu theo thể thức loại trực tiếp một trận, nếu sau hai hiệp thi đấu chính thức có tỷ số hoà thì sẽ thi đá luân lưu 6m để xác định đội thắng.

## Địa điểm thi đấu
Tất cả các trận đấu từ vòng loại đến vòng chung kết đều diễn ra tại Nhà thi đấu Đắk Lắk, Buôn Ma Thuột, Đắk Lắk.

## Vòng loại

### Kết quả vòng loại
| Quảng Nam                                                                                            | 7–0      | Cao Bằng |
| --- | -------- | -------- |
| Quốc Hiệu 6', 11' · Lê Văn Khoa 21' · Châu Phát Cổn 24', 35' · Chu Quốc Cường 37' · Lưu Chí Tiến 39' | Chi tiết |          |

| Savinest Sanna Khánh Hòa             | 2–2      | Tân Hiệp Hưng                           |
| ------------------------------------ | -------- | --------------------------------------- |
| Kon Sơ My Ser 17' · Lê Hoàng Hào 16' | Chi tiết | Đinh Công Viên 14' · Huỳnh Quốc Tâm 19' |

| Cao Bằng                               | 2–2      | Tân Hiệp Hưng                         |
| -------------------------------------- | -------- | ------------------------------------- |
| Đoàn Minh Mẫn 28' · Lưu Đông Dương 31' | Chi tiết | Nguyễn Xuân An 3' · Phạm Tấn Phát 32' |

| Quảng Nam  | 1–0      | Sanvinest Sanna Khánh Hòa |
| ---------- | -------- | ------------------------- |
| A Hưng 31' | Chi tiết |                           |

| Tân Hiệp Hưng                                                           | 4–4      | Quảng Nam                                                                    |
| ----------------------------------------------------------------------- | -------- | ---------------------------------------------------------------------------- |
| - Phan Thành Nguyện 19', 21' - Vũ Trường Thịnh 25' - Đào Minh Quảng 32' | Chi tiết | - Trần Văn Khương 14' - Lê Văn Khoa 16' - Châu Phát Cổn 30' Lưu Chí Tiến 36' |

| Savinest Sanna Khánh Hòa | 0–2      | Cao Bằng                                   |
| ------------------------ | -------- | ------------------------------------------ |
|                          | Chi tiết | Nguyễn Lâm Gia Thọ 32' · Đoàn Minh Mẫn 40' |

### Bảng xếp hạng vòng loại
| VT | Đội             | ST | T | H | B | BT | BB | HS | Đ | Thăng hạng hoặc xuống hạng |
| -- | --------------- | -- | - | - | - | -- | -- | -- | - | -------------------------- |
| 1  | Quảng Nam       | 3  | 2 | 1 | 0 | 12 | 4  | +8 | 7 | Lọt vào Vòng chung kết     |
| 2  | Cao Bằng        | 3  | 1 | 1 | 1 | 4  | 9  | −5 | 4 | Lọt vào Vòng chung kết     |
| 3  | Tân Hiệp Hưng   | 3  | 0 | 3 | 0 | 8  | 8  | 0  | 3 |                            |
| 4  | Sanna Khánh Hòa | 3  | 0 | 1 | 2 | 3  | 5  | −2 | 1 |                            |

## Vòng chung kết

### Vòng tứ kết
| Thái Sơn nam                                                       | 4–1      | Kardiachain Sài Gòn    |
| ------------------------------------------------------------------ | -------- | ---------------------- |
| - Nguyễn Minh Trí 22' 38' - Vũ Xuân Du 26' - Nguyễn Thịnh Phát 39' | Chi tiết | - Nguyễn Hồng Kông 37' |

| Sahako                                                                                    | 5–2      | Thái Sơn Bắc                               |
| ----------------------------------------------------------------------------------------- | -------- | ------------------------------------------ |
| - Lưu Nhất Tiến 14' - Nguyễn Tuấn Thành 25' 38' - Lâm Tấn Phát 34' - Nguyễn Hữu Thiện 39' | Chi tiết | - Từ Minh Quang 21' - Nguyễn Thành Tín 23' |

| Hưng Gia Khang Đắk Lắk | 1–2      | Quảng Nam                |
| ---------------------- | -------- | ------------------------ |
| - Nguyễn Đức Ty 29'    | Chi tiết | - Châu Phát Cổn 23', 40' |

| Sanvinest Sanatech Khánh Hòa                                        | 5–1      | Cao Bằng          |
| ------------------------------------------------------------------- | -------- | ----------------- |
| - Phan Khắc Chí 9' - Phùng Trọng Luân 14' 24' 34' - Nguyễn Phúc 38' | Chi tiết | - Cao Hoài An 40' |

### Xếp hạng 5 đến 8
| Kardiachain Sài Gòn                                                                | 2–2      | Hưng Gia Khang Đắk Lắk                                |
| ---------------------------------------------------------------------------------- | -------- | ----------------------------------------------------- |
| - Hoàng Tuấn Vũ 27' - Trần Quang 31' (ph.l.nh)                                     | Chi tiết | - Phạm Hồng Nhân 17' - Phan Phao 35' (ph.l.nh)        |
| Loạt sút luân lưu                                                                  |          |                                                       |
| Phạm Trương Hoàng Nam · Hoàng Tuấn Vũ · Trần Quang Vinh · Trần Quang · Lê Công Hải | 5–3      | Phan Phao · Nguyễn Đức Ty · Hồ Duy Hải · Cao Văn Kiên |

| Thái Sơn Bắc                                                                         | 6–2      | Cao Bằng                                  |
| ------------------------------------------------------------------------------------ | -------- | ----------------------------------------- |
| - Nguyễn Thành Tín 1' 22' - Từ Minh Quang 3' 24' - Sỹ Linh 13' - Triệu Xuân Linh 34' | Chi tiết | - Nguyễn Chí Trí 33' - Lưu Đông Dương 35' |

### Tranh hạng bảy
| Hưng Gia Khang Đắk Lắk                                             | 3–3      | Cao Bằng                                                                                  |
| ------------------------------------------------------------------ | -------- | ----------------------------------------------------------------------------------------- |
| - Quốc Thái 13' - Nguyễn Đức Ty 18' - Phan Phao 34'                | Chi tiết | - Lưu Đông Dương 27', 31', 38'                                                            |
| Loạt sút luân lưu                                                  |          |                                                                                           |
| Phan Phao · Nguyễn Đức Ty · Cao Văn Kiên · Hoàng Long · Hồ Duy Hải | 4–3      | Huỳnh Mi Woen · Trương Trần Quang Nhật · Lâm Trung Thuận · Lưu Tấn Phước · Lưu Đông Dương |

### Tranh hạng năm
| Kardiachain Sài Gòn   | 1–2      | Thái Sơn Bắc                          |
| --------------------- | -------- | ------------------------------------- |
| - Nguyễn Công Hải 38' | Chi tiết | - Từ Minh Quang 21' - Vũ Đức Tùng 25' |

### Vòng bán kết
| Thái Sơn Nam                                      | 3–0      | Quảng Nam |
| ------------------------------------------------- | -------- | --------- |
| - Nguyễn Thịnh Phát 34' 39' - Nguyễn Minh Trí 36' | Chi tiết |           |

| Sahako | 0–1      | Savinest Sanatech Khánh Hòa |
| ------ | -------- | --------------------------- |
|        | Chi tiết | - Khổng Đình Hùng 14'       |

### Tranh hạng ba
| Quảng Nam | 0–1      | Sahako              |
| --------- | -------- | ------------------- |
|           | Chi tiết | - Lưu Nhất Tiến 33' |

### Trận chung kết
| Thái Sơn Nam                                                                    | 3–3      | Savinest Sanatech Khánh Hòa                                                        |
| ------------------------------------------------------------------------------- | -------- | ---------------------------------------------------------------------------------- |
| - Lý Đăng Hưng 13' - Nguyễn Anh Duy 14' - Nguyễn Thịnh Phát 17'                 | Chi tiết | - Khổng Đình Hùng 5' - Phan Khắc Chí 12' - Phùng Trọng Luân 20'                    |
| Loạt sút luân lưu                                                               |          |                                                                                    |
| Phạm Đức Hòa · Lê Quốc Nam · Lý Đăng Hưng · Nguyễn Thịnh Phát · Nguyễn Minh Trí | 5–4      | Khổng Đình Hùng · Nguyễn Văn Hạnh · Phan Khắc chí · Nguyễn Phúc · Phùng Trọng Luân |

## Tổng kết mùa giải
- Đội vô địch: Thái Sơn Nam
- Đội hạng Nhì: Savinest Sanatech Khánh Hòa
- Đội hạng Ba: Sahako
- Giải phong cách: Quảng Nam
- Cầu thủ xuất sắc nhất: Khổng Đình Hùng (Savinest Sanatech Khánh Hòa)
- Thủ môn xuất sắc nhất: Hồ Văn Ý (Thái Sơn Nam)
- Cầu thủ ghi nhiều bàn thắng nhất: Phùng Trọng Luân (Savinest Sanatech Khánh Hòa), Lưu Đông Dương (Cao Bằng), Nguyễn Thịnh Phát (Thái Sơn Nam) và Từ Minh Quang (Thái Sơn Bắc) với 4 bàn thắng.

## Truyền hình
Các trận đấu được truyền hình trực tiếp trên các kênh sóng VTC3, VTC8, VOVTV.